# 鱼狗亚科
魚狗亞科（学名：Cerylinae）是翠鸟科下的一个亞科。

## 分類學
分子生物學的親緣關係研究顯示，魚狗亞科起源於亞洲，其族群分別移居到新大陸兩次：第一次是大約800萬年前演化出了綠魚狗屬，而大約190萬年前的第二次移居則帶來了領魚狗和白腹鱼狗的共同祖先，該祖先應為大魚狗屬的一員。

## 下属物种
本亞科包括以下三個亞科：
- 大魚狗屬 Megaceryle Kaup, 1848
- 魚狗屬 Ceryle Boie, 1828
- 綠魚狗屬 Chloroceryle Kaup, 1848